# FIA 世界耐久選手権のレースカレンダー一覧
FIA 世界耐久選手権のレースカレンダー一覧では、2012年に始まったFIA 世界耐久選手権（WEC）について、各シーズンのレースカレンダーの一覧を示す。

## レースカレンダー

### 2025年
| 2025年 | 大会名                            | 開催日     | サーキット                                 | 優勝ドライバー                                                                     | 優勝車                                                               | HY |
| ------ | --------------------------------- | ---------- | ------------------------------------------ | ---------------------------------------------------------------------------------- | -------------------------------------------------------------------- | -- |
| 第1戦  | カタール1812kmレース              | 2月28日    | ルサイル・インターナショナル・サーキット   | アントニオ・フォコ ミゲル・モリーナ ニクラス・ニールセン                           | No.50 フェラーリ・AFコルセ フェラーリ・499P                          | ○  |
| 第2戦  | イモラ6時間レース                 | 4月20日    | イモラ・サーキット                         | アレッサンドロ・ピエール・グイディ ジェームス・カラド アントニオ・ジョヴィナッツィ | No.51 フェラーリ・AFコルセ フェラーリ・499P                          | ○  |
| 第3戦  | スパ・フランコルシャン6時間レース | 5月10日    | スパ・フランコルシャン                     | アレッサンドロ・ピエール・グイディ ジェームス・カラド アントニオ・ジョヴィナッツィ | No.51 フェラーリ・AFコルセ フェラーリ・499P                          | ○  |
| 第4戦  | ル・マン24時間レース              | 6月14-15日 | サルト・サーキット                         | ロバート・クビサ イェ・イーフェイ フィリップ・ハンソン                             | No.83 AFコルセ フェラーリ・499P                                      | ○  |
| 第5戦  | サンパウロ6時間レース             | 7月13日    | インテルラゴス・サーキット                 | アレックス・リン ノーマン・ナト ウィル・スティーブンス                             | No.12 キャデラック・ハーツ・チーム・ジョタ キャデラック・Vシリーズ.R | ○  |
| 第6戦  | ローン・スター・ル・マン          | 9月7日     | サーキット・オブ・ジ・アメリカズ           |                                                                                    |                                                                      |    |
| 第7戦  | 富士6時間レース                   | 9月28日    | 富士スピードウェイ                         |                                                                                    |                                                                      |    |
| 第8戦  | バーレーン8時間レース             | 11月8日    | バーレーン・インターナショナル・サーキット |                                                                                    |                                                                      |    |

- 優勝ドライバーと優勝車の項目は、ハイパーカークラスのみ表示。
- HYの項目は、優勝車がハイブリッド車の場合は○で、ノンハイブリッド車の場合は×と表示。

### 2024年
| 2024年 | 大会名                            | 開催日     | サーキット                                 | 優勝ドライバー                                                 | 優勝車                                                    | HY |
| ------ | --------------------------------- | ---------- | ------------------------------------------ | -------------------------------------------------------------- | --------------------------------------------------------- | -- |
| 第1戦  | カタール1812kmレース              | 3月2日     | ルサイル・インターナショナル・サーキット   | ケビン・エストレ アンドレ・ロッテラー ローレンス・ヴァントール | No.6 ポルシェ・ペンスキー・モータースポーツ ポルシェ・963 | ○  |
| 第2戦  | イモラ6時間レース                 | 4月21日    | イモラ・サーキット                         | マイク・コンウェイ 小林可夢偉 ニック・デ・フリース             | No.7 トヨタ・ガズー・レーシング トヨタ・GR010 HYBRID      | ○  |
| 第3戦  | スパ・フランコルシャン6時間レース | 5月11日    | スパ・フランコルシャン                     | ウィル・スティーブンス カラム・アイロット                      | No.12 ハーツ・チーム・ジョタ ポルシェ・963                | ○  |
| 第4戦  | ル・マン24時間レース              | 6月15-16日 | サルト・サーキット                         | アントニオ・フォコ ミゲル・モリーナ ニクラス・ニールセン       | No.50 フェラーリ・AFコルセ フェラーリ・499P               | ○  |
| 第5戦  | サンパウロ6時間レース             | 7月14日    | インテルラゴス・サーキット                 | セバスチャン・ブエミ ブレンドン・ハートレイ 平川亮             | No.8 トヨタ・ガズー・レーシング トヨタ・GR010 HYBRID      | ○  |
| 第6戦  | ローン・スター・ル・マン          | 9月1日     | サーキット・オブ・ジ・アメリカズ           | ロバート・クビサ ロバート・シュワルツマン イェ・イーフェイ     | No.83 AFコルセ フェラーリ・499P                           | ○  |
| 第7戦  | 富士6時間レース                   | 9月15日    | 富士スピードウェイ                         | ケビン・エストレ アンドレ・ロッテラー ローレンス・ヴァントール | No.6 ポルシェ・ペンスキー・モータースポーツ ポルシェ・963 | ○  |
| 第8戦  | バーレーン8時間レース             | 11月2日    | バーレーン・インターナショナル・サーキット | セバスチャン・ブエミ ブレンドン・ハートレイ 平川亮             | No.8 トヨタ・ガズー・レーシング トヨタ・GR010 HYBRID      | ○  |

- 優勝ドライバーと優勝車の項目は、ハイパーカークラスのみ表示。
- HYの項目は、優勝車がハイブリッド車の場合は○で、ノンハイブリッド車の場合は×と表示。

### 2023年
| 2023年 | 大会名                            | 開催日     | サーキット                                           | 優勝ドライバー                                                                     | 優勝車                                               | HY |
| ------ | --------------------------------- | ---------- | ---------------------------------------------------- | ---------------------------------------------------------------------------------- | ---------------------------------------------------- | -- |
| 第1戦  | セブリング1000マイルレース        | 3月17日    | セブリング・インターナショナル・レースウェイ         | マイク・コンウェイ 小林可夢偉 ホセ・マリア・ロペス                                 | No.7 トヨタ・ガズー・レーシング トヨタ・GR010 HYBRID | ○  |
| 第2戦  | ポルティマオ6時間レース           | 4月16日    | アウトードロモ・インテルナシオナル・ド・アルガルヴェ | セバスチャン・ブエミ ブレンドン・ハートレイ 平川亮                                 | No.8 トヨタ・ガズー・レーシング トヨタ・GR010 HYBRID | ○  |
| 第3戦  | スパ・フランコルシャン6時間レース | 4月29日    | スパ・フランコルシャン                               | マイク・コンウェイ 小林可夢偉 ホセ・マリア・ロペス                                 | No.7 トヨタ・ガズー・レーシング トヨタ・GR010 HYBRID | ○  |
| 第4戦  | ル・マン24時間レース              | 6月10-11日 | サルト・サーキット                                   | アレッサンドロ・ピエール・グイディ ジェームス・カラド アントニオ・ジョヴィナッツィ | No.51 フェラーリ・AFコルセ フェラーリ・499P          | ○  |
| 第5戦  | モンツァ6時間レース               | 7月9日     | モンツァ・サーキット                                 | マイク・コンウェイ 小林可夢偉 ホセ・マリア・ロペス                                 | No.7 トヨタ・ガズー・レーシング トヨタ・GR010 HYBRID | ○  |
| 第6戦  | 富士6時間レース                   | 9月10日    | 富士スピードウェイ                                   | マイク・コンウェイ 小林可夢偉 ホセ・マリア・ロペス                                 | No.7 トヨタ・ガズー・レーシング トヨタ・GR010 HYBRID | ○  |
| 第7戦  | バーレーン8時間レース             | 11月4日    | バーレーン・インターナショナル・サーキット           | セバスチャン・ブエミ ブレンドン・ハートレイ 平川亮                                 | No.8 トヨタ・ガズー・レーシング トヨタ・GR010 HYBRID | ○  |

- 優勝ドライバーと優勝車の項目は、ハイパーカークラスのみ表示。
- HYの項目は、優勝車がハイブリッド車の場合は○で、ノンハイブリッド車の場合は×と表示。

### 2022年
| 2022年 | 大会名                            | 開催日     | サーキット                                   | 優勝ドライバー                                                 | 優勝車                                               | HY |
| ------ | --------------------------------- | ---------- | -------------------------------------------- | -------------------------------------------------------------- | ---------------------------------------------------- | -- |
| 第1戦  | セブリング1000マイルレース        | 3月18日    | セブリング・インターナショナル・レースウェイ | アンドレ・ネグラオ ニコラ・ラピエール マシュー・バキシビエール | No.36 アルピーヌ・エルフ・チーム アルピーヌ・A480    | ×  |
| 第2戦  | スパ・フランコルシャン6時間レース | 5月7日     | スパ・フランコルシャン                       | マイク・コンウェイ 小林可夢偉 ホセ・マリア・ロペス             | No.7 トヨタ・ガズー・レーシング トヨタ・GR010 HYBRID | ○  |
| 第3戦  | ル・マン24時間レース              | 6月11-12日 | サルト・サーキット                           | セバスチャン・ブエミ ブレンドン・ハートレイ 平川亮             | No.8 トヨタ・ガズー・レーシング トヨタ・GR010 HYBRID | ○  |
| 第4戦  | モンツァ6時間レース               | 7月10日    | モンツァ・サーキット                         | アンドレ・ネグラオ ニコラ・ラピエール マシュー・バキシビエール | No.36 アルピーヌ・エルフ・チーム アルピーヌ・A480    | ×  |
| 第5戦  | 富士6時間レース                   | 9月11日    | 富士スピードウェイ                           | セバスチャン・ブエミ ブレンドン・ハートレイ 平川亮             | No.8 トヨタ・ガズー・レーシング トヨタ・GR010 HYBRID | ○  |
| 第6戦  | バーレーン8時間レース             | 9月11日    | バーレーン・インターナショナル・サーキット   | マイク・コンウェイ 小林可夢偉 ホセ・マリア・ロペス             | No.7 トヨタ・ガズー・レーシング トヨタ・GR010 HYBRID | ○  |

- 優勝ドライバーと優勝車の項目は、LMHクラスのみ表示。
- HYの項目は、優勝車がハイブリッド車の場合は○で、ノンハイブリッド車の場合は×と表示。

### 2021年
| 2021年 | 大会名                            | 開催日     | サーキット                                           | 優勝ドライバー                                       | 優勝車                                               | HY |
| ------ | --------------------------------- | ---------- | ---------------------------------------------------- | ---------------------------------------------------- | ---------------------------------------------------- | -- |
| 第1戦  | スパ・フランコルシャン6時間レース | 5月1日     | スパ・フランコルシャン                               | セバスチャン・ブエミ 中嶋一貴 ブレンドン・ハートレイ | No.8 トヨタ・ガズー・レーシング トヨタ・GR010 HYBRID | ○  |
| 第2戦  | ポルティマオ8時間レース           | 6月13日    | アウトードロモ・インテルナシオナル・ド・アルガルヴェ | セバスチャン・ブエミ 中嶋一貴 ブレンドン・ハートレイ | No.8 トヨタ・ガズー・レーシング トヨタ・GR010 HYBRID | ○  |
| 第3戦  | モンツァ6時間レース               | 7月18日    | モンツァ・サーキット                                 | マイク・コンウェイ 小林可夢偉 ホセ・マリア・ロペス   | No.7 トヨタ・ガズー・レーシング トヨタ・GR010 HYBRID | ○  |
| 第4戦  | ル・マン24時間レース              | 8月21-22日 | サルト・サーキット                                   | マイク・コンウェイ 小林可夢偉 ホセ・マリア・ロペス   | No.7 トヨタ・ガズー・レーシング トヨタ・GR010 HYBRID | ○  |
| 第5戦  | バーレーン6時間レース             | 10月30日   | バーレーン・インターナショナル・サーキット           | マイク・コンウェイ 小林可夢偉 ホセ・マリア・ロペス   | No.7 トヨタ・ガズー・レーシング トヨタ・GR010 HYBRID | ○  |
| 第6戦  | バーレーン8時間レース             | 11月6日    | バーレーン・インターナショナル・サーキット           | セバスチャン・ブエミ 中嶋一貴 ブレンドン・ハートレイ | No.8 トヨタ・ガズー・レーシング トヨタ・GR010 HYBRID | ○  |

- 優勝ドライバーと優勝車の項目は、LMHクラスのみ表示。
- HYの項目は、優勝車がハイブリッド車の場合は○で、ノンハイブリッド車の場合は×と表示。

### 2019-20年
| 2019-20年 | 大会名                            | 開催日         | サーキット                                 | 優勝ドライバー                                       | 優勝車                                               | HY |
| --------- | --------------------------------- | -------------- | ------------------------------------------ | ---------------------------------------------------- | ---------------------------------------------------- | -- |
| 第1戦     | シルバーストン4時間レース         | 2019年 9月1日  | シルバーストン・サーキット                 | マイク・コンウェイ 小林可夢偉 ホセ・マリア・ロペス   | No.7 トヨタ・ガズー・レーシング トヨタ・TS050 HYBRID | ○  |
| 第2戦     | 富士6時間レース                   | 10月6日        | 富士スピードウェイ                         | セバスチャン・ブエミ 中嶋一貴 ブレンドン・ハートレイ | No.8 トヨタ・ガズー・レーシング トヨタ・TS050 HYBRID | ○  |
| 第3戦     | 上海4時間レース                   | 11月10日       | 上海インターナショナル・サーキット         | ブルーノ・セナ グスタヴォ・メネゼス ノーマン・ナト   | No.1 レベリオン・レーシング レベリオン・R13          | ×  |
| 第4戦     | バーレーン8時間レース             | 12月14日       | バーレーン・インターナショナル・サーキット | マイク・コンウェイ 小林可夢偉 ホセ・マリア・ロペス   | No.7 トヨタ・ガズー・レーシング トヨタ・TS050 HYBRID | ○  |
| 第5戦     | ローン・スター・ル・マン          | 2020年 2月23日 | サーキット・オブ・ジ・アメリカズ           | ブルーノ・セナ グスタヴォ・メネゼス ノーマン・ナト   | No.1 レベリオン・レーシング レベリオン・R13          | ×  |
| 第6戦     | スパ・フランコルシャン6時間レース | 8月15日        | スパ・フランコルシャン                     | マイク・コンウェイ 小林可夢偉 ホセ・マリア・ロペス   | No.7 トヨタ・ガズー・レーシング トヨタ・TS050 HYBRID | ○  |
| 第7戦     | ル・マン24時間レース              | 9月19-20日     | サルト・サーキット                         | セバスチャン・ブエミ 中嶋一貴 ブレンドン・ハートレイ | No.8 トヨタ・ガズー・レーシング トヨタ・TS050 HYBRID | ○  |
| 第8戦     | バーレーン8時間レース             | 11月14日       | バーレーン・インターナショナル・サーキット | マイク・コンウェイ 小林可夢偉 ホセ・マリア・ロペス   | No.7 トヨタ・ガズー・レーシング トヨタ・TS050 HYBRID | ○  |

- 優勝ドライバーと優勝車の項目は、LMP1クラスのみ表示。
- HYの項目は、優勝車がハイブリッド車の場合は○で、ノンハイブリッド車の場合は×と表示。

### 2018-19年
| 2018-19年 | 大会名                            | 開催日         | サーキット                                   | 優勝ドライバー                                             | 優勝車                                               | HY |
| --------- | --------------------------------- | -------------- | -------------------------------------------- | ---------------------------------------------------------- | ---------------------------------------------------- | -- |
| 第1戦     | スパ・フランコルシャン6時間レース | 2018年 5月5日  | スパ・フランコルシャン                       | セバスチャン・ブエミ 中嶋一貴 フェルナンド・アロンソ       | No.8 トヨタ・ガズー・レーシング トヨタ・TS050 HYBRID | ○  |
| 第2戦     | ル・マン24時間レース              | 6月16-17日     | サルト・サーキット                           | セバスチャン・ブエミ 中嶋一貴 フェルナンド・アロンソ       | No.8 トヨタ・ガズー・レーシング トヨタ・TS050 HYBRID | ○  |
| 第3戦     | シルバーストン6時間レース         | 8月19日        | シルバーストン・サーキット                   | マティアス・ベシェ トーマス・ローラン グスタヴォ・メネゼス | No.3 レベリオン・レーシング レベリオン・R13          | ×  |
| 第4戦     | 富士6時間レース                   | 10月14日       | 富士スピードウェイ                           | マイク・コンウェイ 小林可夢偉 ホセ・マリア・ロペス         | No.7 トヨタ・ガズー・レーシング トヨタ・TS050 HYBRID | ○  |
| 第5戦     | 上海6時間レース                   | 11月18日       | 上海インターナショナルサーキット             | マイク・コンウェイ 小林可夢偉 ホセ・マリア・ロペス         | No.7 トヨタ・ガズー・レーシング トヨタ・TS050 HYBRID | ○  |
| 第6戦     | セブリング1000マイルレース        | 2019年 3月15日 | セブリング・インターナショナル・レースウェイ | セバスチャン・ブエミ 中嶋一貴 フェルナンド・アロンソ       | No.8 トヨタ・ガズー・レーシング トヨタ・TS050 HYBRID | ○  |
| 第7戦     | スパ・フランコルシャン6時間レース | 5月4日         | スパ・フランコルシャン                       | セバスチャン・ブエミ 中嶋一貴 フェルナンド・アロンソ       | No.8 トヨタ・ガズー・レーシング トヨタ・TS050 HYBRID | ○  |
| 第8戦     | ル・マン24時間レース              | 6月15-16日     | サルト・サーキット                           | セバスチャン・ブエミ 中嶋一貴 フェルナンド・アロンソ       | No.8 トヨタ・ガズー・レーシング トヨタ・TS050 HYBRID | ○  |

- 優勝ドライバーと優勝車の項目は、LMP1クラスのみ表示。
- HYの項目は、優勝車がハイブリッド車の場合は○で、ノンハイブリッド車の場合は×と表示。

### 2017年
| 2017年 | 大会名                            | 開催日     | サーキット                                 | 優勝ドライバー                                               | 優勝車                                               | HY |
| ------ | --------------------------------- | ---------- | ------------------------------------------ | ------------------------------------------------------------ | ---------------------------------------------------- | -- |
| 第1戦  | シルバーストン6時間レース         | 4月16日    | シルバーストン・サーキット                 | セバスチャン・ブエミ 中嶋一貴 アンソニー・デビッドソン       | No.8 トヨタ・ガズー・レーシング トヨタ・TS050 HYBRID | ○  |
| 第2戦  | スパ・フランコルシャン6時間レース | 5月6日     | スパ・フランコルシャン                     | セバスチャン・ブエミ 中嶋一貴 アンソニー・デビッドソン       | No.8 トヨタ・ガズー・レーシング トヨタ・TS050 HYBRID | ○  |
| 第3戦  | ル・マン24時間レース              | 6月17-18日 | サルト・サーキット                         | ティモ・ベルンハルト ブレンドン・ハートレイ アール・バンバー | No.2 ポルシェ・LMPチーム ポルシェ・919ハイブリッド   | ○  |
| 第4戦  | ニュルブルクリンク6時間レース     | 7月16日    | ニュルブルクリンク                         | ティモ・ベルンハルト ブレンドン・ハートレイ アール・バンバー | No.2 ポルシェ・LMPチーム ポルシェ・919ハイブリッド   | ○  |
| 第5戦  | メキシコシティ6時間レース         | 9月3日     | エルマノス・ロドリゲス・サーキット         | ティモ・ベルンハルト ブレンドン・ハートレイ アール・バンバー | No.2 ポルシェ・LMPチーム ポルシェ・919ハイブリッド   | ○  |
| 第6戦  | オースティン6時間レース           | 9月16日    | サーキット・オブ・ジ・アメリカズ           | ティモ・ベルンハルト ブレンドン・ハートレイ アール・バンバー | No.2 ポルシェ・LMPチーム ポルシェ・919ハイブリッド   | ○  |
| 第7戦  | 富士6時間レース                   | 10月15日   | 富士スピードウェイ                         | セバスチャン・ブエミ 中嶋一貴 アンソニー・デビッドソン       | No.8 トヨタ・ガズー・レーシング トヨタ・TS050 HYBRID | ○  |
| 第8戦  | 上海6時間レース                   | 11月5日    | 上海インターナショナルサーキット           | セバスチャン・ブエミ 中嶋一貴 アンソニー・デビッドソン       | No.8 トヨタ・ガズー・レーシング トヨタ・TS050 HYBRID | ○  |
| 第9戦  | バーレーン6時間レース             | 11月18日   | バーレーン・インターナショナル・サーキット | セバスチャン・ブエミ 中嶋一貴 アンソニー・デビッドソン       | No.8 トヨタ・ガズー・レーシング トヨタ・TS050 HYBRID | ○  |

- 優勝ドライバーと優勝車の項目は、LMP1クラスのみ表示。
- HYの項目は、優勝車がハイブリッド車の場合は○で、ノンハイブリッド車の場合は×と表示。

### 2016年
| 2016年 | 大会名                            | 開催日     | サーキット                                 | 優勝ドライバー                                                   | 優勝車                                                | HY |
| ------ | --------------------------------- | ---------- | ------------------------------------------ | ---------------------------------------------------------------- | ----------------------------------------------------- | -- |
| 第1戦  | シルバーストン6時間レース         | 4月17日    | シルバーストン・サーキット                 | ロマン・デュマ ニール・ジャニ マルク・リープ                     | No.2 ポルシェ・チーム ポルシェ・919ハイブリッド       | ○  |
| 第2戦  | スパ・フランコルシャン6時間レース | 5月7日     | スパ・フランコルシャン                     | アンドレ・ロッテラー マルセル・フェスラー ブノワ・トレルイエ     | No.7 アウディスポーツ・チーム・ヨースト アウディ・R18 | ○  |
| 第3戦  | ル・マン24時間レース              | 6月18-19日 | サルト・サーキット                         | ロマン・デュマ ニール・ジャニ マルク・リープ                     | No.2 ポルシェ・チーム ポルシェ・919ハイブリッド       | ○  |
| 第4戦  | ニュルブルクリンク6時間レース     | 7月24日    | ニュルブルクリンク                         | ティモ・ベルンハルト マーク・ウェバー ブレンドン・ハートレイ     | No.1 ポルシェ・チーム ポルシェ・919ハイブリッド       | ○  |
| 第5戦  | メキシコシティ6時間レース         | 9月3日     | エルマノス・ロドリゲス・サーキット         | ティモ・ベルンハルト マーク・ウェバー ブレンドン・ハートレイ     | No.1 ポルシェ・チーム ポルシェ・919ハイブリッド       | ○  |
| 第6戦  | オースティン6時間レース           | 9月17日    | サーキット・オブ・ジ・アメリカズ           | ティモ・ベルンハルト マーク・ウェバー ブレンドン・ハートレイ     | No.1 ポルシェ・チーム ポルシェ・919ハイブリッド       | ○  |
| 第7戦  | 富士6時間レース                   | 10月16日   | 富士スピードウェイ                         | マイク・コンウェイ ステファン・サラザン 小林可夢偉               | No.6 トヨタ・ガズー・レーシング トヨタ・TS050 HYBRID  | ○  |
| 第8戦  | 上海6時間レース                   | 11月6日    | 上海インターナショナルサーキット           | ティモ・ベルンハルト マーク・ウェバー ブレンドン・ハートレイ     | No.1 ポルシェ・チーム ポルシェ・919ハイブリッド       | ○  |
| 第9戦  | バーレーン6時間レース             | 11月19日   | バーレーン・インターナショナル・サーキット | オリバー・ジャービス ルーカス・ディ・グラッシ ロイック・デュバル | No.8 アウディスポーツ・チーム・ヨースト アウディ・R18 | ○  |

- 優勝ドライバーと優勝車の項目は、LMP1クラスのみ表示。
- HYの項目は、優勝車がハイブリッド車の場合は○で、ノンハイブリッド車の場合は×と表示。
- 第1戦のシルバーストン6時間レースでは、アウディ・R18に乗るロッテラー／トレルイエ／フェスラー組が先頭でゴールしたが、レース後の車検でスキッドブロックの厚みが規定を満たしていない件で失格処分となっている[1]。

### 2015年
| 2015年 | 大会名                            | 開催日     | サーキット                                 | 優勝ドライバー                                               | 優勝車                                                               | HY |
| ------ | --------------------------------- | ---------- | ------------------------------------------ | ------------------------------------------------------------ | -------------------------------------------------------------------- | -- |
| 第1戦  | シルバーストン6時間レース         | 4月12日    | シルバーストン・サーキット                 | アンドレ・ロッテラー ブノワ・トレルイエ マルセル・フェスラー | No.7 アウディスポーツ・チーム・ヨースト アウディ・R18 e-tronクアトロ | ○  |
| 第2戦  | スパ・フランコルシャン6時間レース | 5月2日     | スパ・フランコルシャン                     | アンドレ・ロッテラー ブノワ・トレルイエ マルセル・フェスラー | No.7 アウディスポーツ・チーム・ヨースト アウディ・R18 e-tronクアトロ | ○  |
| 第3戦  | ル・マン24時間レース              | 6月13-14日 | サルト・サーキット                         | ニコ・ヒュルケンベルグ アール・バンバー ニック・タンディ     | No.19 ポルシェ・チーム ポルシェ・919ハイブリッド                     | ○  |
| 第4戦  | ニュルブルクリンク6時間レース     | 8月30日    | ニュルブルクリンク                         | ティモ・ベルンハルト マーク・ウェバー ブレンドン・ハートレイ | No.17 ポルシェ・チーム ポルシェ・919ハイブリッド                     | ○  |
| 第5戦  | オースティン6時間レース           | 9月19日    | サーキット・オブ・ジ・アメリカズ           | ティモ・ベルンハルト マーク・ウェバー ブレンドン・ハートレイ | No.17 ポルシェ・チーム ポルシェ・919ハイブリッド                     | ○  |
| 第6戦  | 富士6時間レース                   | 10月11日   | 富士スピードウェイ                         | ティモ・ベルンハルト マーク・ウェバー ブレンドン・ハートレイ | No.17 ポルシェ・チーム ポルシェ・919ハイブリッド                     | ○  |
| 第7戦  | 上海6時間レース                   | 11月1日    | 上海インターナショナルサーキット           | ティモ・ベルンハルト マーク・ウェバー ブレンドン・ハートレイ | No.17 ポルシェ・チーム ポルシェ・919ハイブリッド                     | ○  |
| 第8戦  | バーレーン6時間レース             | 11月21日   | バーレーン・インターナショナル・サーキット | ロマン・デュマ ニール・ジャニ マルク・リープ                 | No.18 ポルシェ・チーム ポルシェ・919ハイブリッド                     | ○  |

- 優勝ドライバーと優勝車の項目は、LMP1クラスのみ表示。
- HYの項目は、優勝車がハイブリッド車の場合は○で、ノンハイブリッド車の場合は×と表示。

### 2014年
| 2014年 | 大会名                            | 開催日     | サーキット                                 | 優勝ドライバー                                                   | 優勝車                                                               |
| ------ | --------------------------------- | ---------- | ------------------------------------------ | ---------------------------------------------------------------- | -------------------------------------------------------------------- |
| 第1戦  | シルバーストン6時間レース         | 4月20日    | シルバーストン・サーキット                 | アンソニー・デビッドソン セバスチャン・ブエミ ニコラ・ラピエール | No.8 トヨタ・レーシング トヨタ・TS040 HYBRID                         |
| 第2戦  | スパ・フランコルシャン6時間レース | 5月3日     | スパ・フランコルシャン                     | アンソニー・デビッドソン セバスチャン・ブエミ ニコラ・ラピエール | No.8 トヨタ・レーシング トヨタ・TS040 HYBRID                         |
| 第3戦  | ル・マン24時間レース              | 6月14-15日 | サルト・サーキット                         | アンドレ・ロッテラー ブノワ・トレルイエ マルセル・フェスラー     | No.2 アウディスポーツ・チーム・ヨースト アウディ・R18 e-tronクアトロ |
| 第4戦  | オースティン6時間レース           | 9月20日    | サーキット・オブ・ジ・アメリカズ           | アンドレ・ロッテラー ブノワ・トレルイエ マルセル・フェスラー     | No.2 アウディスポーツ・チーム・ヨースト アウディ・R18 e-tronクアトロ |
| 第5戦  | 富士6時間レース                   | 10月12日   | 富士スピードウェイ                         | アンソニー・デビッドソン セバスチャン・ブエミ                    | No.8 トヨタ・レーシング トヨタ・TS040 HYBRID                         |
| 第6戦  | 上海6時間レース                   | 11月2日    | 上海インターナショナルサーキット           | アンソニー・デビッドソン セバスチャン・ブエミ                    | No.8 トヨタ・レーシング トヨタ・TS040 HYBRID                         |
| 第7戦  | バーレーン6時間レース             | 11月15日   | バーレーン・インターナショナル・サーキット | アレクサンダー・ヴルツ ステファン・サラザン マイク・コンウェイ   | No.7 トヨタ・レーシング トヨタ・TS040 HYBRID                         |
| 第8戦  | サンパウロ6時間レース             | 11月30日   | インテルラゴス・サーキット                 | マルク・リープ ロマン・デュマ ニール・ジャニ                     | No.14 ポルシェ・チーム ポルシェ・919ハイブリッド                     |

- 優勝ドライバーと優勝車の項目は、LMP1-Hクラスのみ表示。

### 2013年
| 2013年 | 大会名                            | 開催日     | サーキット                                 | 優勝ドライバー                                                     | 優勝車                                                               | HY |
| ------ | --------------------------------- | ---------- | ------------------------------------------ | ------------------------------------------------------------------ | -------------------------------------------------------------------- | -- |
| 第1戦  | シルバーストン6時間レース         | 4月14日    | シルバーストン・サーキット                 | トム・クリステンセン アラン・マクニッシュ ロイック・デュバル       | No.2 アウディスポーツ・チーム・ヨースト アウディ・R18 e-tronクアトロ | ○  |
| 第2戦  | スパ・フランコルシャン6時間レース | 5月4日     | スパ・フランコルシャン                     | アンドレ・ロッテラー ブノワ・トレルイエ マルセル・フェスラー       | No.1 アウディスポーツ・チーム・ヨースト アウディ・R18 e-tronクアトロ | ○  |
| 第3戦  | ル・マン24時間レース              | 6月22-23日 | サルト・サーキット                         | トム・クリステンセン アラン・マクニッシュ ロイック・デュバル       | No.2 アウディスポーツ・チーム・ヨースト アウディ・R18 e-tronクアトロ | ○  |
| 第4戦  | サンパウロ6時間レース             | 9月1日     | インテルラゴス・サーキット                 | アンドレ・ロッテラー ブノワ・トレルイエ マルセル・フェスラー       | No.1 アウディスポーツ・チーム・ヨースト アウディ・R18 e-tronクアトロ | ○  |
| 第5戦  | オースティン6時間レース           | 9月22日    | サーキット・オブ・ジ・アメリカズ           | トム・クリステンセン アラン・マクニッシュ ロイック・デュバル       | No.2 アウディスポーツ・チーム・ヨースト アウディ・R18 e-tronクアトロ | ○  |
| 第6戦  | 富士6時間レース                   | 10月20日   | 富士スピードウェイ                         | アレクサンダー・ヴルツ ニコラ・ラピエール 中嶋一貴                 | No.7 トヨタ・レーシング トヨタ・TS030 HYBRID                         | ○  |
| 第7戦  | 上海6時間レース                   | 11月9日    | 上海インターナショナルサーキット           | アンドレ・ロッテラー ブノワ・トレルイエ マルセル・フェスラー       | No.1 アウディスポーツ・チーム・ヨースト アウディ・R18 e-tronクアトロ | ○  |
| 第8戦  | バーレーン6時間レース             | 11月30日   | バーレーン・インターナショナル・サーキット | アンソニー・デビッドソン セバスチャン・ブエミ ステファン・サラザン | No.8 トヨタ・レーシング トヨタ・TS030 HYBRID                         | ○  |

- 優勝ドライバーと優勝車の項目は、LMP1クラスのみ表示。
- HYの項目は、優勝車がハイブリッドカーの場合は○で、ノンハイブリッド車の場合は×と表示。

### 2012年
| 2012年 | 大会名                            | 開催日     | サーキット                                   | 優勝ドライバー                                               | 優勝車                                                               | HY |
| ------ | --------------------------------- | ---------- | -------------------------------------------- | ------------------------------------------------------------ | -------------------------------------------------------------------- | -- |
| 第1戦  | セブリング12時間レース            | 3月17日    | セブリング・インターナショナル・レースウェイ | アラン・マクニッシュ トム・クリステンセン リナルド・カペッロ | No.2 アウディスポーツ・チーム・ヨースト アウディ・R18 TDI            | ×  |
| 第2戦  | スパ・フランコルシャン6時間レース | 5月5日     | スパ・フランコルシャン                       | マルク・ジェネ ロマン・デュマ ロイック・デュバル             | No.3 アウディスポーツ・チーム・ヨースト アウディ・R18 ウルトラ       | ×  |
| 第3戦  | ル・マン24時間レース              | 6月16-17日 | サルト・サーキット                           | アンドレ・ロッテラー ブノワ・トレルイエ マルセル・フェスラー | No.1 アウディスポーツ・チーム・ヨースト アウディ・R18 e-tronクアトロ | ○  |
| 第4戦  | シルバーストーン6時間レース       | 8月26日    | シルバーストーン・サーキット                 | アンドレ・ロッテラー ブノワ・トレルイエ マルセル・フェスラー | No.1 アウディスポーツ・チーム・ヨースト アウディ・R18 e-tronクアトロ | ○  |
| 第5戦  | サンパウロ6時間レース             | 9月15日    | インテルラゴス・サーキット                   | ニコラ・ラピエール アレクサンダー・ヴルツ                    | No.7 トヨタ・レーシング トヨタ・TS030 HYBRID                         | ○  |
| 第6戦  | バーレーン6時間レース             | 9月29日    | バーレーン・インターナショナル・サーキット   | アンドレ・ロッテラー ブノワ・トレルイエ マルセル・フェスラー | No.1 アウディスポーツ・チーム・ヨースト アウディ・R18 e-tronクアトロ | ○  |
| 第7戦  | 富士6時間レース                   | 10月14日   | 富士スピードウェイ                           | ニコラ・ラピエール アレクサンダー・ヴルツ 中嶋一貴           | No.7 トヨタ・レーシング トヨタ・TS030 HYBRID                         | ○  |
| 第8戦  | 上海6時間レース                   | 10月28日   | 上海インターナショナルサーキット             | ニコラ・ラピエール アレクサンダー・ヴルツ                    | No.7 トヨタ・レーシング トヨタ・TS030 HYBRID                         | ○  |

- 優勝ドライバーと優勝車の項目は、LMP1クラスのみ表示。
- HYの項目は、優勝車がハイブリッド車の場合は○で、ノンハイブリッド車の場合は×で表示。